# Dasypogon hookeri
Dasypogon hookeri, drvolika trajnica s jugozapada Zapadne Australije
Jedna je od tri vrste u rodu Dasypogon. Naraste od pola pa do tri metra visine. Opisana je 1843.